# Бонвен, Кристоф
Кристоф Бонвен (фр. Christophe Bonvin, родился 14 июля 1965 в Ридде) — швейцарский футболист, выступавший на позиции атакующего полузащитника и нападающего.

## Игровая карьера

### Клубная
Большую часть карьеры провёл за клуб «Сьон», выиграв с ним чемпионат Швейцарии в сезоне 1996/1997 и завоевав 4 кубка Швейцарии за карьеру. Позже играл за «Серветт» и «Ксамакс».

### В сборной
За сборную Швейцарии выступал в 1987—1996 годах, забил в 45 играх 8 мячей. Участник чемпионата Европы 1996 года.

## Достижения
- Чемпион Швейцарии: 1996/1997
- Обладатель Кубка Швейцарии: 1986, 1995, 1996, 1997

## Вне футбола
Владеет большим винным погребом в Сьоне, который принадлежит его семье уже на протяжении нескольких веков.